# VMV-klass
VMV-klass (från finskans vartiomoottorivene; patrullmotorbåt) är en fartygsklass bestående av patrullbåtar som tjänstgjorde hos kustbevakningen och senare i den finländska marinen under det andra världskriget.

## Fartyg av klassen

### VMV 1, VMV 2
Eftersom den först beställda båten, den framtida VMV 3, var försenad, beställde man två båtar från Abeking & Rasmussen i Bremen, Tyskland. Denna order las i januari 1930 och båtarna stod färdiga i juni 1930. De gavs namnen VMV 1 och VMV 2.
- I tjänst: 1931
- Längd: 25,00 m
- Bredd: 4,10 m
- Djupgående: 1,00 m
- Motor:bensinmotorer; 1 220 bhp
- Hastighet:25 knop
- Öde: Skrotades 1951

### VMV 3
Den första beställningen på en VMV-båt gjordes delvis från Ares motorverkstad (motorn) och delvis från E. Suortin Veneveistämö i Helsingfors (skrovet) i december 1929 . Fartyget färdigställdes i november 1930 och gavs namnet VMV 3. Fartyget brann 1931 och skrotades.

### VMV 4
VMV 4 var den konfiskerade, norskbyggda smugglarbåten Sterling. Den togs år 1931 och såldes på den civila marknaden år 1939.

### VMV 5, VMV 6
I januari 1931 beställdes två båtar från Uudenkaupungin Veneveistämö i Nystad. Dessa var systerfartyg till VMV 3, men hade några mindre förändringar. VMV 5 och VMV 6 blev färdiga i december 1931. Dessa kunde särskiljas eftersom de hade en högre kabyss än de övriga VMV-båtarna. Fartygen skrotades 1959-60.

### VMV 7
Nästa båt beställdes från Åbo båtvarf i april 1932. Den var externt identisk med VMV 3 och hade samma interiör som VMV 5. Denna båt blev färdig 1932 och gavs namnet VMV 7. Båten förstördes efter en explosion inne i båten 1933.

### VMV 8 - VMV 17
Åbo båtvarf vann tävlingen om att bygga en serie om 10 båtar i mars 1934. Dessa var en meter längre och hade större deplacement än de övriga båtarna. Båtarna färdigställdes år 1935 och gavs namnen VMV 8 till VMV 17.
VMV 10 sänktes av tyskarna under Operation Tanne Ost.
VMV 11 är bevarad vid Sandhamn.
VMV 12 sänktes av sovjetiskt flyg den 16 februari 1944.
VMV 13 deltog i slaget om Bengtskär där hon räddade 13 man. VMV 11 finns idag att skåda i restaurerat skick i Kotka
VMV 17 sänktes av sovjetiskt flyg den 6 februari 1944.
De som inte förstördes under kriget skrotades successivt under de följande årtiondena, den sista år 1970.

### VMV 18 - VMV 20
Båtarna VMV 18, VMV 19 och VMV 20 var ursprungligen träningsbåtar för skyddskårstrupperna i Finland. De gavs till kustbevakningen år 1944, när skyddskåren upplöstes. Båtarna var på 21-22 ton och kunde komma upp i hastigheter på 10-11 knop. VMV 18 (tidigare SP-1) var byggd i Borgå 1935. VMV 19 (tidigare SP-41) och VMV 20 (tidigare SP-42) byggdes i Tolkkis år 1943. VMV 18 skrotades år 1958.

### VMV 101 - VMV 104
VMV 101, VMV 102, VMV 103 och VMV 104 tjänstgjorde på Ladogasjön 1943-1944. De var ursprungligen tyska Infanterieboots. Båtarna köptes av Einsatzstab Fähre Ost som hade tjänstgjort på sjön år 1942. Båtarna vägde 10 ton och kunde komma upp i 7 knop. De var beväpnade med en 57mm kanon och en 20mm kanon. De lämnades över till Sovjetunionen efter vapenvilan i september 1944.